# Philippe Stevens
Philippe Albert Joseph Stevens PFE (Quaregnon, província de Hainaut, 30 de março de 1937 - Nyons, 7 de dezembro de 2021) foi um clérigo belga-camaronês e bispo católico romano de Maroua-Mokolo.
Philippe Stevens, o sétimo de nove filhos, entrou no seminário em Louvain e estudou filosofia e teologia na Universidade Católica de Louvain. Em 1968 ingressou na congregação dos Pequenos Irmãos do Evangelho e em 1965 tornou-se missionário em Camarões. Em 13 de julho de 1980 foi ordenado sacerdote.
O Papa João Paulo II o nomeou Bispo de Maroua-Mokolo em 11 de novembro de 1994. O bispo de Bafoussam, André Wouking, deu-lhe a consagração episcopal em 15 de janeiro do ano seguinte; Os co-consagradores foram Jean-Marie-Joseph-Augustin Pasquier OMI, Bispo de Ngaoundéré, e Emmanuel Bushu, Bispo de Yagoua.
Em 5 de abril de 2014, o Papa Francisco aceitou sua aposentadoria por idade.